# Millenarius graminosus
Millenarius graminosus är en tvåvingeart som beskrevs av Jason Gilbert Hayden Londt 2005. Millenarius graminosus ingår i släktet Millenarius och familjen rovflugor. Inga underarter finns listade i Catalogue of Life.